# Álex Gorrín
Alejandro Rodríguez Gorrín, detto Álex (Santa Cruz de Tenerife, 1º agosto 1993), è un calciatore spagnolo, centrocampista del Linfield.

## Carriera
Ha giocato nella prima divisione dei campionati australiano, rumeno, scozzese e nordirlandese.

## Palmarès

### Club

#### Competizioni nazionali
- Campionato nordirlandese: 1

Linfield: 2024-2025